# Casper Tengstedt
Casper Tengstedt (* 1. Juni 2000) ist ein dänischer Fußballspieler. Der ehemalige dänischer Nachwuchsnationalspieler steht seit 2025 bei Feyenoord Rotterdam unter Vertrag.

## Karriere

### Verein
Casper Tengstedt spielte anfänglich in Viborg bei Viborg Søndermarken sowie bei Viborg FF, bevor er in die Fußballschule des FC Midtjylland wechselte. Die Saison 2019/20 verbrachte er auf Leihbasis in Deutschland beim Zweitligisten 1. FC Nürnberg, wo er zum Kader der zweiten Mannschaft gehörte. Für die in der Regionalliga Bayern spielende Zweitvertretung der Franken kam Tengstedt zu zehn Einsätzen im Ligabetrieb (fünf Tore). Nach Dänemark zurückgekehrt, verlieh der FC Midtjylland ihn an den Ligakonkurrenten AC Horsens. Casper Tengstedt kam in Punktspielen zu 24 Partien und schoss drei Tore, war aber oftmals Einwechselspieler. Zum Saisonende stieg der Verein in die 1. Division ab. Daraufhin wurde Tengstedt im Sommer 2021 fest verpflichtet; er unterschrieb einen Vertrag bis Sommer 2024. In der regulären Saison der 1. Division erkämpfte er sich einen Stammplatz als Außenstürmer und trug mit 14 Toren in 19 Spielen zur Qualifikation des AC Horsens für die Aufstiegsrunde bei. Dort kam Casper Tengstedt in 7 von 10 Spielen zum Einsatz und schoss 1 Tor, wobei er lediglich in drei Spielen Teil der Anfangself war. Zum Saisonende stieg der Verein wieder in die Superligæn auf.
Im August 2022 wechselte Tengstedt nach Norwegen, wo ihn der Erstligist Rosenborg Trondheim unter Vertrag nahm. Bis zum Ende der laufenden Saison zum Jahresende machte er dort mit 15 Toren und sieben Torvorlagen in 14 Liga-Einsätzen auf sich aufmerksam. Im Januar 2023 verpflichtete ihn daraufhin der portugiesische Champions-League-Teilnehmer Benfica Lissabon. Für die Saison 2024/25 wechselte er leihweise mit Kaufoption nach Italien zu Hellas Verona.
Im Sommer 2025 wechselte Tengstedt zu Feyenoord Rotterdam. In Rotterdam unterschrieb er einen Vertrag bis Sommer 2029.

### Nationalmannschaft
Am 4. April 2017 spielte Casper Tengstedt beim 6:1-Sieg im Testspiel gegen Rumänien zum ersten Mal für die U17-Nationalmannschaft der Dänen. Zwei Tage später kam er zu seinem zweiten und letzten Einsatz für diese Altersklasse, ebenfalls gegen die Rumänen, welches die Dänen mit 3:1 gleichfalls gewannen. Tengstedt wurde daraufhin von Januar bis April 2019 in vier Testspielen der U19-Auswahl Dänemarks eingesetzt und dabei gelangen ihm zwei Tore. Am 7. Oktober 2021 gab er beim 1:0-Sieg im EM-Qualifikationsspiel gegen Schottland sein Debüt für die dänische U21-Nationalmannschaft.

## Erfolge
Benfica Lissabon
- Portugiesischer Meister: 2022/23